# Château de Shrewsbury
Le château de Shrewsbury est un château anglais située dans la ville de Shrewsbury, dans le comté du Shropshire. Il est construit en grès et domine un méandre de la Severn et la gare de la ville.

## Histoire
Il a été construit en tant que fortification de la ville, qui était protégée sur les autres côtés par la rivière. Une partie de ses murs subsiste de nos jours.
En 1138, Étienne d'Angleterre assiège, avec succès, le château détenu par Wiliam FitzAlan pour Mathilde l'Emperesse pendant l'Anarchie. Le château a été également entre les mains de Llywelyn le Grand, prince de Galles en 1215.

## Aujourd'hui
La société d'horticulture de Shrewsbury achète le château et le donne à la ville en 1924. Jusqu'en 1981, le conseil de la ville utilise le château comme lieu de réunion. Il en est toujours le propriétaire. 
Le château est en restauration pour réparer les dégâts de l'érosion sur le grès.

## Source
- (en) Cet article est partiellement ou en totalité issu de l’article de Wikipédia en anglais intitulé « Shrewsbury Castle » (voir la liste des auteurs).